# پناهگاه صخره‌ای درون کل ۱
پناهگاه صخره‌ای درون کل ۱ مربوط به دوران پارینه‌سنگی است و در شهرستان کوهدشت، بخش مرکزی، دهستان گل گل، روستای بره کلک واقع شده و این اثر در تاریخ ۷ اسفند ۱۳۸۶ با شمارهٔ ثبت ۲۱۳۶۶ به‌عنوان یکی از آثار ملی ایران به ثبت رسیده است.